# Trilogie des gemmes
 (mai 2015).
Si vous disposez d'ouvrages ou d'articles de référence ou si vous connaissez des sites web de qualité traitant du thème abordé ici, merci de compléter l'article en donnant les références utiles à sa vérifiabilité et en les liant à la section « Notes et références ».
La Trilogie des gemmes (Liebe geht durch alle Zeiten ou Die Edelstein-Trilogie en allemand) est une série de romans fantastiques romantiques, écrits par l'autrice Kerstin Gier ;
1. Rouge Rubis, Milan, 2011 ((de) Rubinrot, Arena, 2009), trad. Nelly Lemaire, 416 p.  (ISBN 9782745945471)
2. Bleu Saphir, Milan, 2011 ((de) Saphirblau, Arena, 2010), trad. Nelly Lemaire, 384 p.  (ISBN 9782745954817)
3. Vert Émeraude, Milan, 2012 ((de) Smaragdgrün, Arena, 2010), trad. Nelly Lemaire, 425 p.  (ISBN 9782745954831).

## Adaptation
La trilogie est adaptée au cinéma par le réalisateur Felix Fuchssteiner (de) :
1. Rouge Rubis (2013)
2. Bleu Saphir (2014)
3. Vert Émeraude (2016)

## Personnages principaux
La Trilogie des gemmes s'articule principalement autour de trois personnages : Gwendolyn Shepherd, adolescente un peu maladroite qui se découvre d'étranges pouvoirs, Gideon de Villiers, qui possède les mêmes pouvoirs que Gwendolyn, mais qui y a été préparé de longue date, et Leslie Hay, la meilleure amie de Gwendolyn, qui n'a aucun pouvoir mais qui n'a pas non plus froid aux yeux.

### Gwendolyn Shepherd
Jeune londonienne de 16 ans, Gwendolyn Sophie Elizabeth Shepherd pourrait avoir une vie ordinaire. A ceci près qu'elle parle avec des fantômes et des gargouilles, et que, bien malgré elle, elle voyage dans le temps. Son symbole est le corbeau. En fait, Gwendolyn n'est pas tout à fait celle qu'elle croit être. Elle est le dernier Voyageur, le Rubis, la dernière des douze pierres qui forment le Cercle. Grace et Nicolas Shepherd, ses parents adoptifs et Lucy et Paul, ses parents (tous les deux voyageurs de temps), ont tout fait pour la protéger d'un lourd secret. Mais on n'échappe pas à son destin. Surtout pas si celui-ci croise le chemin du mystérieux comte de Saint-Germain.

### Gideon de Villiers
Gideon est l'actuel voyageur homme, le Onzième, aussi appelé le Lion ou le Diamant. Il est né en 1992. Il possède un appartement à Londres mais vit avec son oncle, Falk de Villiers depuis qu'il a 12 ans. Il a des cheveux mi-longs châtain et des yeux verts comme sa mère et son frère. Après la mort de son père, sa mère a refait sa vie avec Monsieur Bertelin (qu'il n'apprécie pas particulièrement) et ils vivent en France avec Raphaël, le frère de Gideon. 
Gideon a passé sa vie à se préparer avec Charlotte pour ses sauts dans le passé, ce qui le rend très bien préparé et assez doué dans de nombreux domaines, comme le violon, la danse, l'escrime et les langues (il en parle huit). Cela le rend aussi arrogant et il sous-estime sans cesse Gwendolyn, pensant qu'elle n'est pas assez préparée pour leur mission. Mais il finira par tomber très amoureux d'elle, malgré une rencontre houleuse et quelques problèmes au début de leur relation.

### Leslie Hay
Meilleure amie de Gwendolyn et aussi la seule, au début, à connaître son secret. Elle est très futée et est très douée pour tous les jeux de mystères. Elle aspire à devenir journaliste d'investigation plus tard. Elle aide Gwendolyn à résoudre les mystères grâce aux livres de la bibliothèque et à Internet. Elle est toujours prête à aider son amie et est une des seules personnes à la soutenir en lui étant toujours loyale et fidèle. Elle vit avec ses parents et son chien Bertie. Elle semble être attachée à Raphaël, frère de Gideon

## Autres personnages importants

### Grace Shepherd
Mère adoptive de Gwendolyn et mère de Nick et Caroline. Comme tous les Montrose, elle est rousse et a des yeux bleus. Elle fait partie des rares personnes ayant aidé Lucy et Paul à s'enfuir, allant même jusqu'à les héberger chez elle. Pour cette raison, elle est jugée indigne de confiance par la loge des Veilleurs. Elle possède un poste administratif dans un hôpital et a eu une aventure avec Falk De Villiers, oncle de Gideon, avant de rencontrer Nicolas Shepherd.

### Charlotte Montrose
Cousine de Gwen et fille de Glenda et de Charles. Elle a été préparée toute sa vie pour les sauts dans le temps, étant le supposé Rubis. Très talentueuse mais surtout connue pour sa beauté et son caractère détestable avec tout le monde, elle est aussi extrêmement désagréable avec Gwen, éloignant toujours d'elle l'attention, et tentant toujours de faire ressortir ses défauts et de la faire passer pour une incompétente devant les membres du Cercle. Elle est très amoureuse de Gideon.

### Falk de Villiers
Oncle de Gideon et frère de Paul. Brun, les yeux couleur d'ambre. Gwendolyn le compare souvent à un loup dominant, il est l'actuel Maître de la loge, le précédent étant le grand-père de Gwen. Il a eu une histoire avec Grace qui s'est mal terminée et semble toujours avoir des sentiments pour elle.

### Lucy Montrose
Fille de Harry, l'oncle de Gwendolyn et donc cousine de celle-ci. Elle s'est enfuie de chez elle lorsqu'elle avait 17 ans avec Paul de Villiers, son partenaire, dont elle est amoureuse (lui aussi d'ailleurs). Tous deux ont percé le mystère du Cercle et savent ce qu'il se passera quand le Cercle sera fermé. C'est pour cette raison qu'ils se sont enfuis avec le chronographe en 1912, sachant qu'ils seraient coincés dans le passé pour toujours. Lucy a 18 ans, bien qu'elle soit née en 1976. Elle est la Dixième du Cercle, appelée le Saphir ou le Lynx. Elle est rousse, comme tous les Montrose et a les yeux bleus. Plus tard, Gwendolyn apprendra que Lucy est sa véritable mère biologique.

### Paul de Villiers
Petit frère de Falk et le Neuvième du Cercle, il est aussi appelé le Loup ou la Tourmaline noire. Avec Lucy, dont il est amoureux, il s'est enfui en volant le chronographe. Comme son frère, il est brun et a des yeux couleur d'ambre. Plus tard, Gwendolyn apprendra qu'il est son vrai père biologique. 
Dans le film, il a des cheveux noirs comme sa fille (Gwendolyn) et Lucy lui dit à la fin du 1er tome (RougeRubis) que celle-ci a tenu de lui ses cheveux et ses yeux, et que d'elle, elle a hérité de ses traits. 

### Comte de Saint-Germain
Né en 1703, le comte de Saint-Germain, personnage inspiré d'un célèbre aventurier du XVIIIe siècle, est le fondateur de la loge et fut le premier voyageur à découvrir et utiliser le chronographe. Sa pierre précieuse est l’Émeraude, son animal l'Aigle, il est le Cinquième des voyageurs. Il possède des capacités télékinétiques qu'il a acquises au cours de ses voyages au Tibet et en Inde et peut lire dans les pensées. Il porte une perruque blanche et ses yeux sont marrons. Il fabrique des pierres précieuses.

## Personnages secondaires
- Lady Arista, grand-mère de Gwendolyn, elle est très stricte, elle est toujours en train de réprimander Grace et ses enfants, ainsi que Madeleine (dit Tante Mady). Elle a une grande préférence pour sa petite-fille : Charlotte.
- Glenda Montrose  sœur de Grace et mère de Charlotte, elle est comme sa fille et la voit telle la huitième merveille du monde. Elle est allergique aux poils d'animaux ce qui énerve Nick et Caroline qui voudraient avoir un animal de compagnie.
- Lord Lucas Montrose, grand-père (décédé) de Gwendolyn, ancien Grand Maître de la loge. Gwendolyn le rencontrera plusieurs fois lors de ses voyages dans le temps, à différentes époques de sa vie.
- Madeleine Montrose (Tante Mady), grand-tante de Gwendolyn et sœur de Lucas. Elle a souvent des visions qui lui montrent le futur.
- Nick Shepherd, petit frère de Gwendolyn, 12 ans. Roux aux yeux bleus, comme tous les Montrose.
- Berthe de Villiers , tante  de Gideon et sœur de Falk. Les cheveux châtain, les yeux verts.
- Caroline Shepherd, petite sœur de Gwendolyn, 9 ans. Également rousse aux yeux bleus, comme tous les Montrose.
- Lady Margret Tilney, arrière-arrière-grand-mère de Gwendolyn, née en 1877 et morte en 1944 des suites d'une inflammation pulmonaire. Elle accueille Lucy et Paul après leur fuite en 1912. Huitième voyageuse, aussi connue comme sous le nom de Jade ou de Renard. D'après les veilleurs, elle est aimable et coopérative.
- Miroslav Alexander Leopold Rakoczy : aussi connu sous le nom de « Léopard Noir », il est le garde du corps du Comte. Il a des yeux noirs, sans vie, et aime expérimenter différentes drogues. Il vient de Transylvanie.
- Mr Bernhard : majordome de la maison Montrose depuis très longtemps. Gwendolyn aime le comparer à un hibou à cause de ses lunettes. On apprendra plus tard, qu'il n'est autre que le petit-fils de Lucy et Paul, et donc le neveu de Gwendolyn.
- James August Peregrin Pimplebottom : fantôme à l'école de Gwendolyn. Elle est la seule à pouvoir le voir. Il est né le 31 mars 1762 et meurt à 21 ans de la variole. Il persiste à croire, malgré ce que Gwendolyn lui dit, qu'il fait juste un délire de fièvre et qu'il n'est pas mort.
- Dr Henry Blake : membre du Cercle intérieur, il porte  un costume croisé. Il est aimable et prévenant, surtout envers  Gwendolyn.
- Mr Thomas George : membre du Cercle intérieur, il est une des seules personnes en qui Gwendolyn a réellement confiance et qui le seul qui ne s'est pas montré insultant au début. Ancien assistant et meilleur ami de Lucas, le grand-père de Gwendolyn, il est le seul à avoir cru Grace dès le départ.
- Dr Jacob White : médecin et membre du Cercle intérieur, il porte toujours un costume noir. Il est malpoli et grincheux depuis la mort de son fils Robert, survenue 18 ans avant le début de l'histoire, le fantôme de son fils le suis partout depuis, il n'y a que Gwendolyn qui puisse le voir.
- Mr Whitman : professeur d'anglais et d'histoire de Gwendolyn, Leslie, Charlotte et de Raphaël, c'est aussi un membre du Cercle intérieur. La plupart des filles de ses cours sont amoureuses de lui, excepté Gwendolyn et Leslie depuis que cette dernière le compare à un écureuil à cause de ses yeux couleur noisette. De plus, il est révélé au cours de l'intrigue que Mr Whitman est en réalité le comte de Saint-Germain et par ailleurs, il détiendrait la pierre philosophale ce qui lui permettrait de rester en vie depuis de nombreuses années. Cependant, la naissance du Rubis a enclenché la perdition du pouvoir de cette pierre.
- Mme Rossini : couturière française. Elle travaille chez les Veilleurs. Elle habille, coiffe et maquille les voyageurs du temps afin qu'ils se fondent dans le décor à travers les différentes époques. Elle est comparée a une tortue par Gwendolyn à cause de son petit cou et de ses yeux. Elle surnomme Gideon « le rebelle » et Gwendolyn « mon petit cou de cygne ». Sa phrase favorite est "C'est pour l'au-then-ti-ci-té".
- Xemerius : gargouille, démon ou esprit qui acompagne Gwendolyn (dans Bleu Saphir et Vert Emeraude) et la conseille durant son aventure.